# Up Helly Aa

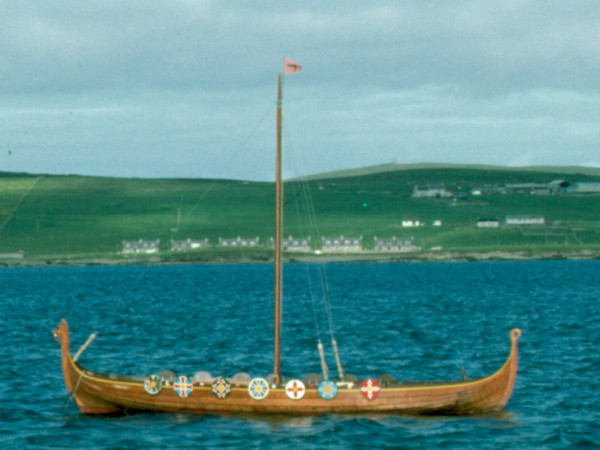
Langboot-Nachbau im Hafen von Lerwick

Das Fest Up Helly Aa ist neben dem Shetland Folk Festival der jährliche Höhepunkt der Brauchtumspflege auf den Shetland-Inseln: Immer am letzten Dienstag im Januar ist ein ganzer Tag lang dem Verkleiden, Feuer-Spektakel, Trinken und Feiern gewidmet – dabei erinnert es an weltweit verbreitete Bräuche zur Winteraustreibung wie Fastnacht oder z. B. dem keltischen Imbolg zur frühen Feier des wiederkehrenden Frühlings Anfang Februar.

## Ablauf

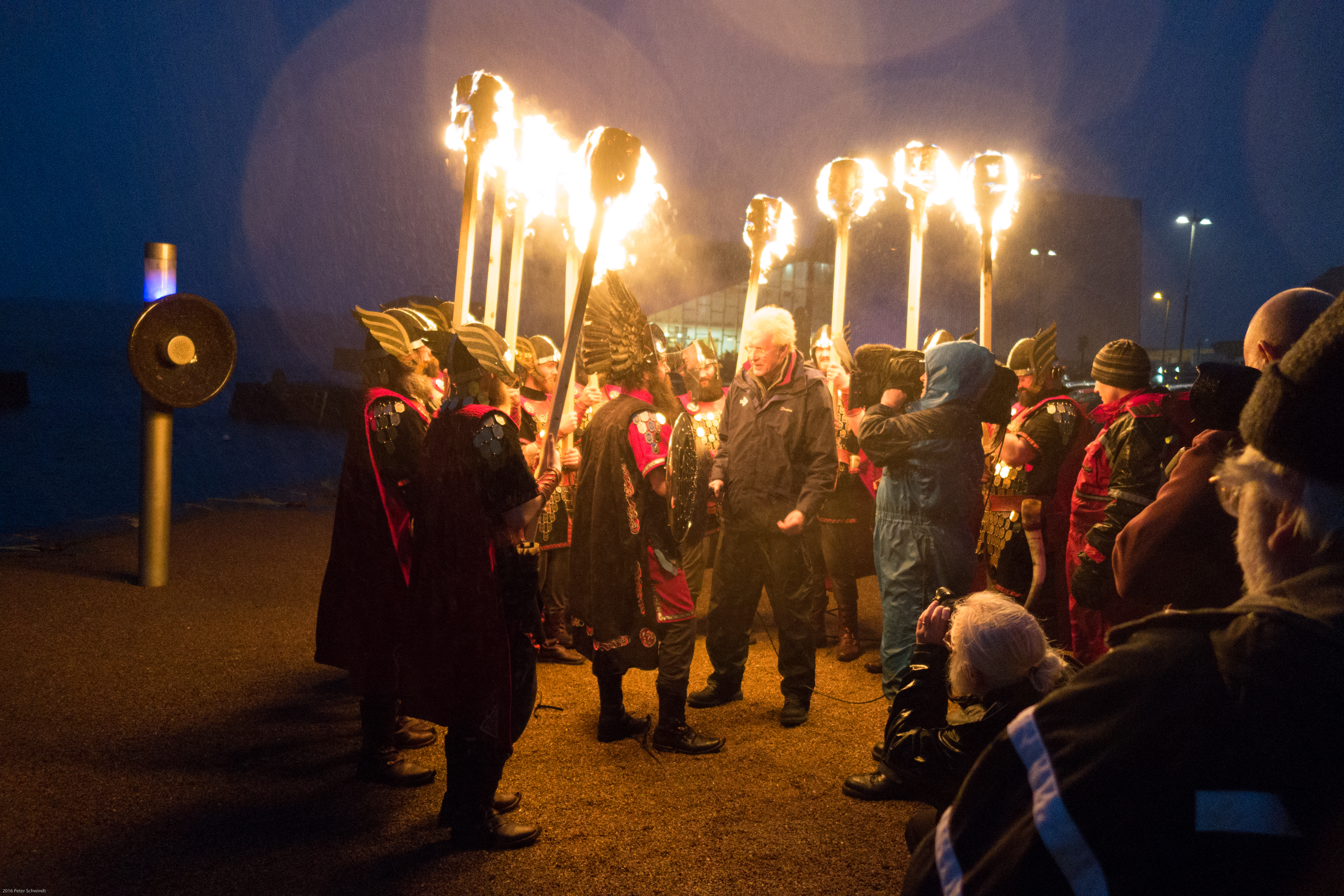
Interview mit dem Guizer Jarl vor dem Shetland Museum (2016)

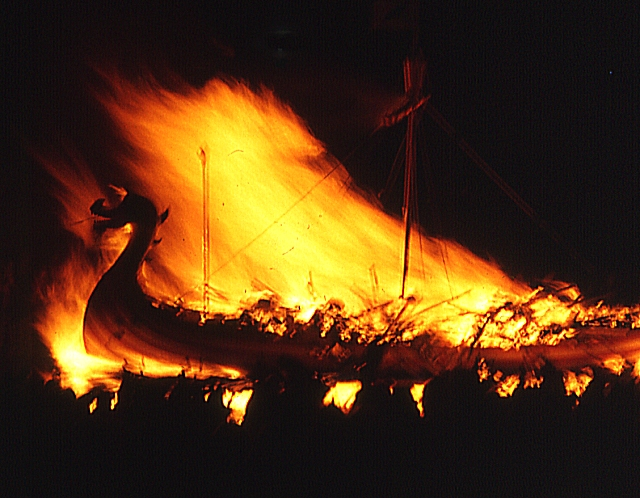
Die hellauf lodernde Galley (Galeere, Lerwick, 1973)

In monatelanger Vorarbeit wird von „Feierabendwikingern“ ein prachtvoll aussehendes Wikinger-Langschiff nachgebaut. Dieses ist von vornherein dazu bestimmt, am Tage des Up Helly Aa im Anschluss an einen groß aufgezogenen Fackelumzug mit stimmungsvollem Schlachtgesang den Flammen geopfert zu werden.
Am Morgen des 24. Tags nach Weihnachten erscheinen die abenteuerlich verkleideten Männer des Jarl-Gefolges in der Stadtmitte und besuchen Krankenhäuser und Schulen. Damit ist endlich auch das Geheimnis gelüftet, welche Heldengestalt der nordischen Legenden sich der diesjährige Jarl-Darsteller zu verkörpern ausgesucht hat – dieser ist während des ganzen Tags als Guizer Jarl die zentrale Gestalt des Geschehens – ein um die Organisation des Festes verdienter Shetländer in der Rolle des Wikingerhäuptlings: Gemeinsam mit einem 60 Mann starken Kern-Gefolge, der Jarl Squad, dirigiert er den Umzug und alles rund um das Freudenfeuer. Rundum wird für einen Tag fast das gesamte öffentliche Leben auf den Inseln lahmgelegt. Der darauf folgende Mittwoch ist vorsorglich offiziell zu einem arbeitsfreien Feiertag gemacht worden.
Sobald es dunkelt, werden die Straßenlaternen Lerwicks abgeschaltet. Nachdem eine Signalrakete über der Stadthalle aufleuchtet, werden die Fackeln entzündet. In einem langsamen, von der Musik der „Lerwick Brass Band“ und der „Lerwick Pipe Band“ untermalten halbstündigen Prozessionsmarsch wird das Langschiff mit dem darauf thronenden Jarl von den tausend Wikinger-Darstellern seines Gefolges seinem Bestimmungsort entgegengezogen. Es hat sich vielerorts eingebürgert, dass der Jarl Spottverse über die öffentliche Verwaltung zum Besten gibt.
Das Vorbild des Wikingerschiffanzündens basiert auf Bestattungsriten, bei denen z. B. Wikinger-Häuptlinge nach ihrem Ableben zusammen mit ihrem Langboot in Schiffsgräbern eingeäschert wurden; der Guizer-Jarl-Darsteller darf bei diesem Nachspiel natürlich herausklettern, bevor die Flammen emporschlagen und von allen Anwesenden das alte Lied „The Norseman’s Home“ angestimmt wird.
Nachdem die Einäscherung vollzogen ist, zerstreuen sich die Zuschauermassen und strömen in die Gasthäuser und teils extra eingerichteten „Dancehalls“, von denen an diesem Ausnahmetag viele bis 8 Uhr am nächsten Morgen aufhaben. Die nahezu tausend „Festtagswikinger“ werden in 40 etwa 25-köpfige Gruppen geteilt, die quasi rotierend in den Festsälen auflaufen, um dort möglichst spaßige oder wilde Sketche oder Tanzeinlagen beizutragen.

## Soziale Basis
Das Up Helly Aa ist über die Jahre zum größten Festival der Shetland-Inseln geworden. Viele Tausende Einheimische und Touristen kommen extra her, um an diesem Regionalfest das skandinavische Kulturerbe mitzufeiern.
Getragen wird das Feuerfestival des Nordens, in der Presse gelegentlich „Wikinger-Karneval“ genannt, einerseits vom auf den Shetland-Inseln verbreiteten Bekenntnis zu den eigenen skandinavischen Wurzeln, andererseits vom Bedürfnis, dem dunklen, harten Winter aus eigener Kraft etwas entgegenzusetzen.
Aktivisten des Spektakels sind vor allem die jungen Männer; Frauen durften zumindest bei dem Feuer-Schauspiel nicht unmittelbar mitmachen. Das wurde damit begründet, dass das bei den echten Wikingern auch nicht anders gewesen sei. 2023 durften dann zum ersten Mal weibliche Personen teilnehmen.
Der 39-jährige Inselfähren-Angestellte Peter Fraser, der am 25. Januar 2005 das Ehrenamt bekleidete, wurde bereits 1991 für die Rolle des Guizer Jarl ausgewählt. Nach 14 Jahren beständiger zupackender Mitarbeit durfte er nun die Hauptrolle übernehmen, die ihm auf den Inseln lebenslang Bekanntheit sichern wird.

## Geschichte
Die Ursprünge gehen in Wirklichkeit wahrscheinlich nur bis ins 19. Jahrhundert zurück: Der Stadtarchivar Lerwicks, Brian Smith, fand heraus, dass erstmals um 1870 die Bezeichnung Up Helly Aa in den historischen Quellen auftauchte. Es ist dort die Rede von rivalisierenden Gruppen junger Männer und brandgefährlichen wilden Spielereien, etwa dem Rollen brennender Teerfässer durch die engen Straßen Lerwicks. Die ältere Bevölkerung habe das nicht sehr gemocht. Etwa zehn Jahre später erst sei die Idee umgesetzt worden, ein Drachenboot nachzubauen und sodann spektakulär in einem Feuer-Schauspiel zu verbrennen. Durch das Herausbilden einer allseits befriedigenden Dramaturgie und den entsprechenden Einsatz der Stadtoberen sei es gegen Ende des 19. Jahrhunderts endlich gelungen, die aufrührerischen Unruhen unter der männlichen Jugend auf das Wikingerthema hin zu kanalisieren. Die heute im Mittelpunkt des Schauspiels stehende Rolle des Wikingerhäuptlings Guizer Jarl erscheint nach den Belegen im Jahr 1906 zum ersten Mal.

## Volkskundliche Vergleiche
Für die europäische Ethnologie, auch Volkskunde genannt, gehört es zu den bestens bekannten jahreszeitlichen Volksbräuchen, dass die „Wintergeister“ ausgetrieben werden müssen. Auch im ländlichen Mitteleuropa sind dabei die jungen Männer des Dorfes häufig die Aktivsten. Mancherorts im dörflichen, konservativen Deutschland gibt es bis in die Gegenwart noch sogenannte Burschenschaften, Vereinigungen des männlichen Nachwuchses, die solche Traditionen organisieren und durch den Schabernack dabei ihren Spaß haben.
Ein Gemeinschaftserlebnis rund um Freudenfeuer zu gruppieren ist ebenfalls gut bekannt vom Brauch der Osterfeuer und vom Johannisfest, der Feier der Sommersonnwende.
Ein gesellschaftliches regionales Großereignis wie Up Helly Aa hat über die Analogie zu dem, was üblicherweise zu Silvester veranstaltet wird, viel Ähnlichkeit z. B. mit dem rheinischen Rosenmontag in Köln oder Düsseldorf oder dem Morgestraich im schweizerischen Basel: Hier wie dort liegt eine lange vorbereitende Organisation zugrunde, wird auf dem Höhepunkt ein großer Umzug veranstaltet und danach mindestens bis zum Morgengrauen durchgefeiert.
Dass ein solches Brauchtumsfest auch zur Obrigkeitsschelte an den lokalen Bürgermeistern und „Platzhirschen“ genutzt werden kann, ist sowohl aus dörflichen Zusammenhängen vertraut als auch aus der alemannischen Fasnet bzw. Fastnacht. Auf den Shetland-Inseln finden gegenwärtig diese Entwicklungen auch in dezentralen Kleinstädten vermehrt statt.